# ترجیح زمانی
در اقتصاد، ترجیح زمان (به انگلیسی: Time preference) (یا تخفیف زمانی (به انگلیسی: time discounting) تخفیف تأخیر، تخفیف موقتی، جهت‌گیری طولانی مدت) ارزیابی نسبی شرایط فعلی است که درمورد دریافت یک کالا در یک تاریخ نزدیک در مقایسه با دریافت آن در تاریخ دیرتر داده شده است.
هیچ تمایز کاملی وجود ندارد که ترجیح زمان «بالا» و «کم» را از هم جدا کند. کسی که ترجیح زمان بالایی دارد، به میزان قابل توجهی روی مطلوبیت دریافت کالاها در زمان حال و آینده نزدیک نسبت به یک فرد متوسط متمرکز شده است.
ترجیحات زمان به صورت ریاضی در تابع تخفیف نشان داده می‌شوند. هرچه ترجیح زمانی بیشتر باشد تخفیف در بازپرداختهای دریافتنی یا هزینه‌های قابل پرداخت در آینده بیشتر می‌شود.
یکی از عواملی که ممکن است اولویت زمانی یک فرد را تعیین کند این است که مدت زمان زندگی آن فرد چقدر بوده است. ممکن است فرد مسن به دلیل درآمد بالاتر و با توجه به اینکه زمان بیشتری برای به دست آوردن کالاهای بادوام (مانند تحصیلات دانشگاهی یا خانه) داشته‌اند، ترجیح زمان کمتری داشته باشد (نسبت به آنچه در زندگی قبلی داشتند).

## مثال‌ها
مثال عملی این است که اگر جیم و باب برای نوشیدن بیرون می‌روند و جیم پولی ندارد بنابراین باب به جیم ۱۰ دلار قرض می‌دهد. روز بعد باب به جیم بازمی‌گردد و جیم می‌گوید: «باب، شما اکنون می‌توانید ۱۰ دلار داشته باشید، یا در پایان ماه ۱۵ دلار به شما می‌دهم.» ترجیح زمان باب بسته به اینکه او به جیم اعتماد کند و چقدر به پول او در حال حاضر نیاز دارد، تغییر می‌کند، فکر می‌کند که می‌تواند صبر کند یا ترجیح می‌دهد در پایان ماه ۱۵ دلار از ۱۰ دلار در حال حاضر داشته باشد. نیازهای فعلی و مورد انتظار، درآمد فعلی و پیش‌بینی شده بر اولویت زمانی تأثیر می‌گذارد.

## دیدگاه‌های نئوکلاسیک
در نظریه نئوکلاسیک مورد علاقه ایروینگ فیشر، میزان ترجیح زمان معمولاً به عنوان یک پارامتر در عملکرد ابزار یک فرد در نظر گرفته می‌شود که تجارت بین مصرف امروز و مصرف را در آینده نشان می‌دهد، و بدین ترتیب برون گرایانه و ذهنی است. همچنین عامل تعیین‌کننده نرخ واقعی بهره است. به‌طور کلی نرخ بازده سرمایه‌گذاری به عنوان بازده سرمایه مشاهده می‌شود که نرخ واقعی بهره برابر با محصول حاشیه ای سرمایه در هر نقطه از زمان است. داوری، به نوبه خود، دلالت بر بازده سرمایه با نرخ سود دارایی‌های مالی (تعدیل عواملی مانند تورم و ریسک) دارد. مصرف‌کنندگان، که بین انتخاب و صرفه جویی در مواجه هستند، به تفاوت بین نرخ سود بازار و نرخ ذهنی خود ترجیح زمان ("بی تابی") پاسخ می‌دهند و طبق همین اختلاف، مصرف فعلی خود را افزایش یا کاهش می‌دهند. این مقدار بودجه موجود برای سرمایه‌گذاری و انباشت سرمایه را تغییر می‌دهد، به عنوان مثال مدل رشد رمزی.
در حالت پایدار بلندمدت، سهم مصرف در درآمد شخص ثابت است که نرخ بهره را برابر با نرخ ترجیح زمان می‌داند، در حالی که محصول حاشیه ای از سرمایه برای تنظیم این برابری تغییر می‌کند. ذکر این نکته حائز اهمیت است که در این دیدگاه، اینگونه نیست که مردم آینده را تخفیف دهند زیرا می‌توانند در پس‌انداز خود نرخ سود مثبت دریافت کنند. در عوض، علیت در جهت مخالف پیش می‌رود. نرخ‌های بهره باید مثبت باشند تا افراد بی تاب و ناخواسته مجبور شوند مصارف فعلی را به نفع آینده کنار بگذارند.

## مکتب اتریش
اقتصاددان اتریشی یوگن فون بوهم-باورک در کتاب خود سرمایه و بهره، بنابر ایده رجحان زمانی کارل منگر، اصرار داشت که همیشه یک تفاوت میان ارزش کالاهای حال و محصولات آینده وجود دارد. علاوه بر این، با افزایش مدت زمان لازم برای تکمیل آنها، ارزش کالاهای آینده کاهش می‌یابد.
باهوم-باوک سه دلیل برای این اختلاف در ارزش ذکر کرد. اول از همه، در یک اقتصاد رو به رشد، عرضه کالا همیشه در آینده بیشتر از آنچه در حال حاضر است، خواهد بود. ثانیاً، مردم به دلیل بی دقتی و کوتاه بینی تمایل به دست کم گرفتن نیازهای آینده خود دارند. سرانجام، کارآفرینان به جای اینکه منتظر کالاهای بعدی و تأخیر در تولید باشند، ترجیح می‌دهند تولید را با کالاهایی که در حال حاضر موجود است، آغاز کنند.
در مقابل، جورج ریزمن می‌گوید که ترجیح زمان به دلیل عدم توانایی (مثلاً آسیب دیدگی یا اثرات پیری) یا ناتوانی کامل (از طریق ناتوانی قابل توجه یا مرگ) در استفاده از کالاها در آینده ایجاد می‌شود. ریشه اولویت زمانی از نظر ریزمن یک حق بیمه داخلی است که مخصوص صاحب کالا است، برخلاف حق بیمه ریسک خارجی که در هنگام سرمایه‌گذاری مالک آنها در یک فرایند تولید خواسته می‌شود یا به دیگری قرض می‌دهد. وی سپس اشاره می‌کند که کمبود سرمایه در کنار عدم قطعیت‌هایی که وی ایجاد می‌کند، بدین معنی است که ترجیح زمان اجتناب ناپذیر است و از این رو حداقل نرخ بازده آن سرمایه (مانند سود و سود طبیعی) همواره مورد نیاز تأمین کنندگان آن است.
در عمل انسان (فصل ۱۸)، لودویگ فون میزس ناسازگاری زمانی را مورد بحث قرار می‌دهد: اینکه فواصل آینده زودتر اتفاق می‌افتد بسیار بیشتر از فواصل آینده بعدی است. این مسئله در اقتصاد رفتاری مشاهده شده است. 
We distinguish time discounting from time preference. We use the term time discounting broadly to encompass any reason for caring less about a future consequence, including factors that diminish the expected utility generated by a future consequence, such as uncertainty or changing tastes. We use the term time preference to refer, more specifically, to the preference for immediate utility over delayed utility.
 این اصطلاح در اقتصاد بین قومی ، انتخاب بین جمعی، عصب‌شناسی پاداش و تصمیم‌گیری، اقتصاد خرد و اخیراً علوم اقتصادی اعصاب استفاده می‌شود. مدلهای سنتی اقتصاد فرض می‌کنند که عملکرد تخفیف به موقع نمایی است و منجر به کاهش یکنواخت ترجیحی با افزایش زمان تأخیر می‌شود. با این حال، مدلهای عصبی اقتصادی اخیر نشان می‌دهد که یک عملکرد تخفیف هایپربولیک است که می‌تواند پدیده وارونگی اولویت را برطرف کند.

### واژگونی اولویت‌ها
امروز با انتخاب ۱۰۰ دلار و بعد یک ماه ۱۰۰ دلار پیشنهاد می‌شود، افراد به احتمال زیاد اکنون ۱۰۰ دلار را انتخاب می‌کنند. با این حال، اگر سؤال امروز به ۱۰۰ دلار یا ۱۰۰۰ دلار بعد یک ماه تغییر کند، افراد به احتمال زیاد ۱۰۰۰ دلار را در یک ماه انتخاب می‌کنند. ۱۰۰ دلار می‌تواند به عنوان یک پاداش کوچکتر زودتر (SSR) مفهوم سازی شود و ۱۰۰۰ دلار نیز می‌تواند به عنوان پاداش بزرگتر بعداً (LLR) مفهوم سازی شود. محققانی که تخفیف موقتی را مطالعه می‌کنند علاقه‌مند به نقطه‌های زمانی هستند که در آن فرد اولویت خود را برای SSR به LLR تغییر دهد یا برعکس. به عنوان مثال، اگرچه ممکن است یک فرد در حال حاضر ۱۰۰۰ دلار در یک ماه بیش از ۱۰۰ دلار را ترجیح دهد، در صورت افزایش تأخیر تا ۱۰۰۰ دلار به ۶۰ ماه (۵ سال) ممکن است ترجیح خود را به ۱۰۰ دلار تغییر دهد. این بدان معنی است که این فرد بعد از ۶۰ ماه تأخیر کمتر از ۱۰۰ دلار در حال حاضر ۱۰۰۰ دلار ارزش دارد. نقطه زمانی که فرد در آن LLR و SSR را معادل ارزش قرار می‌دهد، به عنوان نقطه بی‌تفاوتی شناخته می‌شود. ترجیحات را می‌توان با درخواست از مردم برای انجام یک سری انتخاب بین پرداخت‌های فوری و تأخیر، که در آن دوره تأخیر و میزان بازپرداخت متغیر است، اندازه‌گیری کرد.

## منشأ اختلاف در اولویت زمانی در دیگر کشورها
اود گالور و عمر اوزاک ریشه اختلافات مشاهده شده در اولویت زمانی در بین ملل را کشف می‌کنند. آنها ثابت می‌کنند که خصوصیات کشاورزی قبل از تولید صنعتی باعث می‌شود روند انتخاب، سازگاری و یادگیری که شیوع بیشتری از جهت‌گیری طولانی مدت را ایجاد کند. این خصوصیات کشاورزی با رفتارهای اقتصادی و انسانی معاصر مانند اتخاذ فناوری، آموزش، پس‌انداز و سیگار کشیدن همراه است.

## یادداشت
1. ↑  Frederick, Shane; Loewenstein, George; O’donoghue, Ted (2002). "Time Discounting and Time Preference: A Critical Review" (PDF). Journal of Economic Literature. 40 (2): 351–401. doi:10.1257/jel.40.2.351. Archived from the original (PDF) on 11 March 2017. Retrieved 20 January 2020.
2. ↑  Doyle, John R. (2013). "Survey of time preference, delay discounting models" (PDF). Judgment and Decision Making. 8 (2): 116–135.
3. ↑  Hofstede, Geert (2001). Culture's consequences: Comparing values, behaviors, institutions and organizations across nations. Sage publications.
4. ↑  Bayer, Y. M.; Osher, Y. (2018). "Time preference, executive functions, and ego-depletion: An exploratory study". Journal of Neuroscience, Psychology, and Economics. 11 (3): 127–134. doi:10.1037/npe0000092.
5. ↑  Reisman, George (1996). Capitalism: A Treatise on Economics (PDF). Ottawa: Jameson Books.
6. ↑  MISES, L. V. Human Action. A Treatise on Economics. Scholar's Edition. Alburn: Ludwig von Mises Institute, 1998. Pg. 480
7. ↑  Galor, Oded; Özak, Ömer (2016). "The Agricultural Origins of Time Preference". American Economic Review. 106 (10): 3064–3103. doi:10.1257/aer.20150020. PMC 5541952. PMID 28781375.